# (36221) 1999 TS244
1999 تي أس 244 (ويعرف أيضًا باسم (36221) 1999 تي أس 244 وفق تسمية الكوكب الصغير) (بالإنجليزية: 1999 TS244)‏ هو كويكب ضمن حزام الكويكبات؛ وترتيبه 36221 من حيث الاكتشاف.
اكتُشف هذا الجُرم الفلكي بواسطة ماسح السماء كاتالينا في 7 أكتوبر 1999.

## وصلات خارجية
- (36221) 1999 TS244 في قاعدة بيانات مختبر الدفع النفاث لأجرام النظام الشمسي الصغيرة

- الاكتشاف · مخطط المدار ·  العناصر المدارية · المعلمات المادية

- (36221) 1999 TS244 على موقع ويكي سكاي: DSS2, SDSS, GALEX, IRAS, Hydrogen α, X-Ray, Astrophoto, Sky Map, Articles and images